# Paul Éluard
« Éluard » redirige ici. Pour les autres significations, voir Éluard (homonymie).
Paul Éluard, nom de plume d'Eugène Grindel, né à Saint-Denis (Seine) le 14 décembre 1895 et mort à Charenton-le-Pont le 18 novembre 1952  dans le même département, est un poète français.
En 1916, il choisit le nom de Paul Éluard, nom emprunté à sa grand-mère maternelle, Félicie. Il adhère au dadaïsme et devient l'un des piliers du surréalisme en ouvrant la voie à une action artistique politiquement engagée auprès du Parti communiste.
Il est connu également sous les pseudonymes de Didier Desroches et Brun.

## Biographie

### Gala et la naissance du surréalisme (1917-1930)
Paul Éluard naît à Saint-Denis, au 46 boulevard de Châteaudun (actuellement boulevard Jules-Guesde), le 14 décembre 1895 à 11 heures du matin. Son père, Clément Eugène Grindel (1870-1927), est comptable lorsque naît son fils mais ouvre, peu après 1900, un bureau d'agence immobilière. Sa mère, Jeanne Marie Cousin (1874-1955), est couturière. Éluard fréquente l'école communale de Saint-Denis, puis celle d'Aulnay-sous-Bois à partir de 1903,. Vers 1908, la famille s'installe à Paris, rue Louis-Blanc. Il entre comme boursier à l'école supérieure Colbert. Il obtient son brevet en 1912 et en juillet, sa santé apparaissant fragile, part avec sa mère se reposer à Glion, en Suisse. Une grave crise hémoptysique l'oblige à prolonger son séjour et il est contraint, à l'âge de seize ans, d'interrompre ses études car il est atteint de tuberculose. Il reste hospitalisé jusqu'en février 1914 au sanatorium de Clavadel, près de Davos.
Il y rencontre une jeune Russe de son âge en exil Elena Diakonova, qu'il surnomme Gala. La forte personnalité, l'impétuosité, l'esprit de décision, la culture de la jeune fille impressionnent le jeune Éluard qui prend avec elle son premier élan de poésie amoureuse, un élan qui se prolongera dans tous ses écrits. Elle dessine son profil, et il ajoute à la main : « Je suis votre disciple ». Ils lisent ensemble les poèmes de Gérard de Nerval, Charles Baudelaire, Lautréamont et Guillaume Apollinaire.
Mobilisé en 1914, il part sur le front comme infirmier militaire avant d’être éloigné des combats en raison d’une bronchite aiguë. Cette expérience de la guerre et de ses champs de bataille le traumatise et lui inspire Poèmes pour la Paix (publiés en 1918).
Devenu majeur à 21 ans, le 14 décembre 1916, il épouse Gala dès le 21 février suivant.
Le 11 mai 1918, il écrit à l'un de ses amis :

« J'ai assisté à l'arrivée au monde, très simplement, d'une belle petite fille, Cécile, ma fille. »

En 1918, lorsque la victoire est proclamée, Paul Éluard allie la plénitude de son amour à une profonde remise en question du monde : c'est le mouvement Dada qui va commencer cette remise en question, dans l'absurdité, la folie, la drôlerie et le non-sens. C'est ensuite le surréalisme qui lui donnera son contenu. Juste avant les surréalistes, les dadaïstes font scandale. Éluard, ami intime d'André Breton, est de toutes les manifestations dada. Il fonde sa propre revue, Proverbe, dans laquelle il se montre, comme Jean Paulhan, obsédé par les problèmes du langage. Tous deux veulent bien contester les notions de beau / laid, mais refusent de remettre en question le langage lui-même. En 1920, Éluard est le seul du groupe à affirmer que le langage peut être un « but », alors que les autres le considèrent surtout comme un « moyen de détruire ».

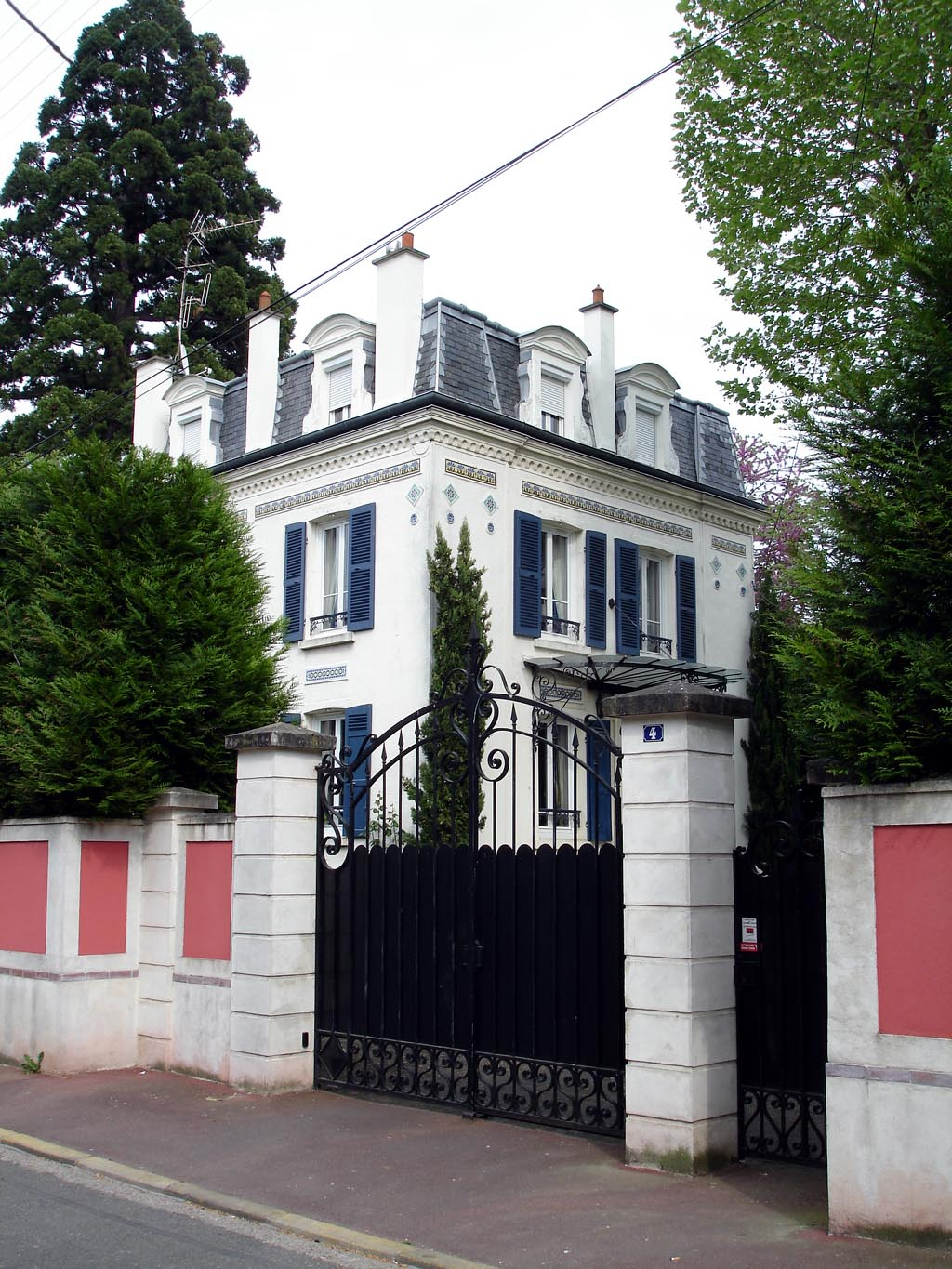
Maison de Paul Éluard à Eaubonne, où il habite à partir de 1923.

En 1922, il promet à André Breton de « ruiner la littérature » et de ne plus rien produire.
Le 24 mars 1924, il embarque à Marseille pour un voyage autour du monde. Le lendemain, paraît le recueil Mourir de ne pas mourir qui porte en exergue : « Pour tout simplifier je dédie mon dernier livre à André Breton. » Il est de retour à Paris au début du mois d'octobre comme si de rien n'était. Breton en dit : « Alors il m'a mis un petit mot, qu'il m'attendait hier [au café]. Cyrano, ni plus ni moins. C'est bien le même, à n'en pas douter. Des vacances, quoi ! ». Tout naturellement, il participe au pamphlet Un cadavre, écrit par les surréalistes en réaction aux funérailles nationales faites à l'écrivain Anatole France.
Toute la vie d'Éluard se confond à présent avec celle du mouvement surréaliste. C'est cependant lui qui échappe le mieux à la réputation de violence et qui est le mieux accepté comme écrivain par la critique traditionnelle. Éluard se plie à la règle surréaliste résumée par cette phrase du Comte de Lautréamont : « La poésie doit être faite par tous, non par un. » Avec Benjamin Péret, il écrit 152 proverbes mis au goût du jour. Avec André Breton, L'Immaculée Conception. Avec Breton et René Char, Ralentir travaux.
Dès 1925, il soutient la révolte des Marocains et en janvier 1927, il adhère au Parti communiste français, avec Louis Aragon, Breton, Benjamin Péret et Pierre Unik. Ils s’en justifient dans le tract collectif Au grand jour.
C'est aussi l'époque où il publie deux recueils essentiels : Capitale de la douleur (1926) et L'Amour la poésie (1929).
En 1928, malade, il repart dans un sanatorium avec Gala, où ils passeront leur dernier hiver ensemble. C'est à ce moment que Gala, qui était ouvertement la maîtresse de Max Ernst, rencontre Salvador Dalí et quitte le poète pour le peintre. Paul Éluard dit à Gala : « Ta chevelure glisse dans l'abîme qui justifie notre éloignement. »
Peu après, il fait la connaissance de Maria Benz, une artiste de music-hall d'origine alsacienne surnommée «Nusch» avec qui il se mariera en 1934.

### Nusch et le combat pour la liberté (1931-1946)
Les années 1931-1935 comptent parmi les plus heureuses de sa vie. Marié avec Nusch en 1934, il voit en elle l'incarnation même de la femme, compagne et complice, sensuelle et fière, sensible et fidèle. En 1931, il s'insurge contre l'Exposition coloniale organisée à Paris et signe un tract où est écrit : « Si vous voulez la paix, préparez la guerre civile ».
Avec plusieurs amis écrivains (René Char, André Breton, Louis Aragon, etc.), il attaque frontalement l’Exposition coloniale de 1931, qu'ils décrivent comme un « carnaval de squelettes », destiné à « donner aux citoyens de la métropole la conscience de propriétaires qu’il leur faudra pour entendre sans broncher l’écho des fusillades ». Ils réclament également « l’évacuation immédiate des colonies », et la tenue d'un procès sur les crimes commis.
Exclu du Parti communiste français fin 1933, il se fait ambassadeur du surréalisme et voyage en Europe, afin de dénoncer le fascisme. Bien qu'engagé dans les milieux pacifistes, il déclare au sujet d'Hitler que « La mobilisation contre la guerre n’est pas la paix ». En mars 1935, avec André Breton, il est en Tchécoslovaquie, une des rares démocraties européennes, où la capitale, Prague, les accueille avec chaleur. L'organe du Parti communiste hongrois les présente comme deux poètes, les plus grands de la France contemporaine. En Espagne en 1936, il apprend le soulèvement franquiste, contre lequel il s'insurge violemment. L'année suivante, le bombardement de Guernica lui inspire le poème Victoire de Guernica. Pendant ces deux années terribles pour l'Espagne, Éluard et Picasso ne se quittent guère. Le poète dit au peintre : « Tu tiens la flamme entre tes doigts et tu peins comme un incendie ». Des désaccords politiques mais aussi littéraires (refus de l’écriture automatique) conduisent à la rupture entre Éluard et le groupe surréaliste organisé autour d'André Breton en 1938.
Mobilisé dès septembre 1939 dans l'Intendance, il s'installe avec Nusch à Paris après l'armistice (22 juin 1940). Durant cette période, il héberge à Paris le couple d'artistes républicains espagnols Concha Méndez et Manuel Altolaguirre, exilé après l'arrivée au pouvoir de Franco. Ses premiers poèmes de résistance paraissent dans la clandestinité, dès 1941. Il y fustige la collaboration, y exalte ceux qui disent non, sauve les martyrs et les fusillés de l’oubli : « Péri est mort pour ce qui nous fait vivre ».
En janvier 1942, il s'installe chez des amis, Christian et Yvonne Zervos, près de Vézelay à proximité des maquis. Éluard demande sa réinscription, clandestine, au Parti communiste.
Les vingt et une strophes de Liberté, publiées dans le premier numéro de la revue Choix, sont parachutées par les avions anglais à des milliers d'exemplaires au-dessus de la France (ce poème est mis en musique par Francis Poulenc dès 1944).

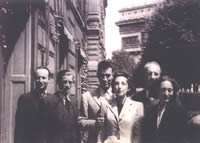
Paul et Nusch Éluard, à droite, le jour de la Libération de Paris.

En 1943, avec Pierre Seghers et Jean Lescure, il rassemble les textes de nombreux poètes résistants et publie un livre intitulé L'Honneur des poètes. Face à l'oppression, les poètes chantent en chœur l'espoir, la liberté. C'est la première anthologie d'Éluard où il montre sa volonté d'ouverture et de rassemblement. En novembre 1943, Éluard se réfugie avec Nusch à l'hôpital psychiatrique de Saint-Alban (aujourd'hui considéré comme le berceau de la psychothérapie institutionnelle), dirigé par le docteur Lucien Bonnafé (proche des surréalistes) et François Tosquelles, où se cachaient de nombreux juifs et résistants. Dans cet hôpital, il est séduit par les œuvres des patients, notamment celles d'Auguste Forestier, qui fabrique des petites statues avec des bouts de ficelle, de bois ou de métal, et il en rapporte à Paris, les faisant connaître à Picasso, Raymond Queneau, Jean Dubuffet, qui donnera à l'« art brut » ses lettres de noblesse.
À la Libération, il est fêté comme le grand poète de la Résistance.
Avec Nusch, il multiplie tournées et conférences. Mais le 28 novembre 1946, pendant un séjour en Suisse, il reçoit un appel téléphonique lui apprenant la mort subite de Nusch, d'une hémorragie cérébrale. Terrassé, il écrit :
Vingt huit novembre mil neuf cent quarante-six

Nous ne vieillirons pas ensemble.

Voici le jour

En trop : le temps déborde.

Mon amour si léger prend le poids d'un supplice.
Un couple d'amis intimes, Jacqueline et Alain Trutat (pour qui il écrit Corps Mémorable), lui redonnent peu à peu le « dur désir de durer ». Son recueil De l'horizon d'un homme à l'horizon de tous retrace ce cheminement qui mène Éluard de la souffrance à l'espoir retrouvé.
La bataille de Grèce n'est pas terminée, et son amour et sa lutte avec Nusch se poursuit au-delà de la mort :
Il y a les maquis couleur de sang d'Espagne

Il y a les maquis couleur du ciel de Grèce

Le pain le sang le ciel et le droit à l'espoir

Toi que j'aime à jamais toi qui m'as inventé

Tu chantais en rêvant le bonheur sur la terre

Tu rêvais d'être libre et je te continue.

### Dominique et l'engagement pour la paix (1947-1952)

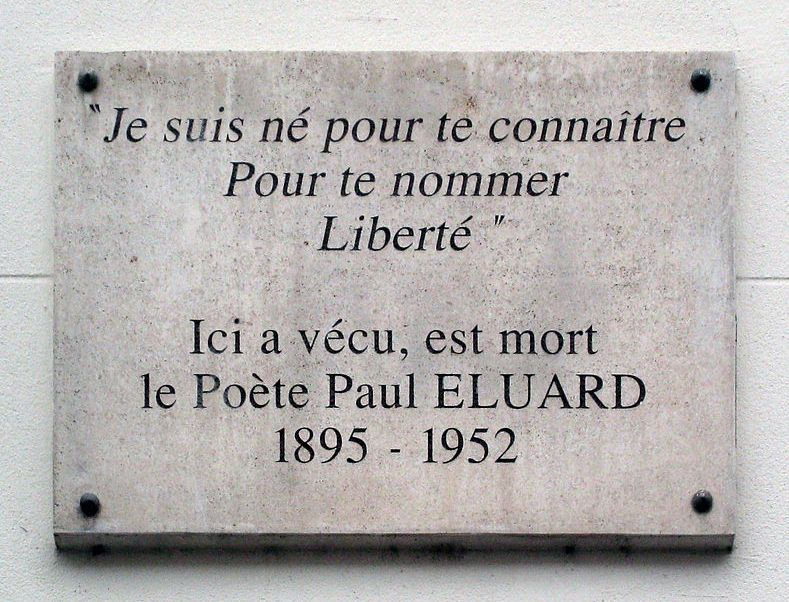
Plaque commémorative à Charenton, où il est mort.

En avril 1948, Paul Éluard et Picasso sont invités à participer au Congrès pour la paix à Wrocław (Pologne). En juin, Éluard publie des Poèmes politiques préfacés par Louis Aragon. L'année suivante, au mois d'avril, c'est en tant que délégué du Conseil mondial de la paix, qu'Éluard participe aux travaux du congrès qui se tient à la salle Pleyel à Paris. Au mois de juin, il passe quelques jours auprès des partisans grecs retranchés sur les monts Gramos face aux soldats du gouvernement grec. Puis il se rend à Budapest pour assister aux fêtes commémoratives du centenaire de la mort du poète Sándor Petőfi. Il y rencontre Pablo Neruda.
En septembre, il est à Mexico pour un nouveau congrès de la paix. Il rencontre Odette, dite Dominique Lemort avec qui il rentre en France. Ils se marieront en 1951. Éluard publie cette même année le recueil Le Phénix entièrement consacré à la joie retrouvée.
En 1950, avec Dominique, il se rend à Prague pour une exposition consacrée à Vladimir Maïakovski, à Sofia en tant que délégué de l'association France-URSS et à Moscou pour les cérémonies du 1er mai. Il publie le recueil Hommages, qui inclut le poème Légion, dédié au groupe Manouchian.

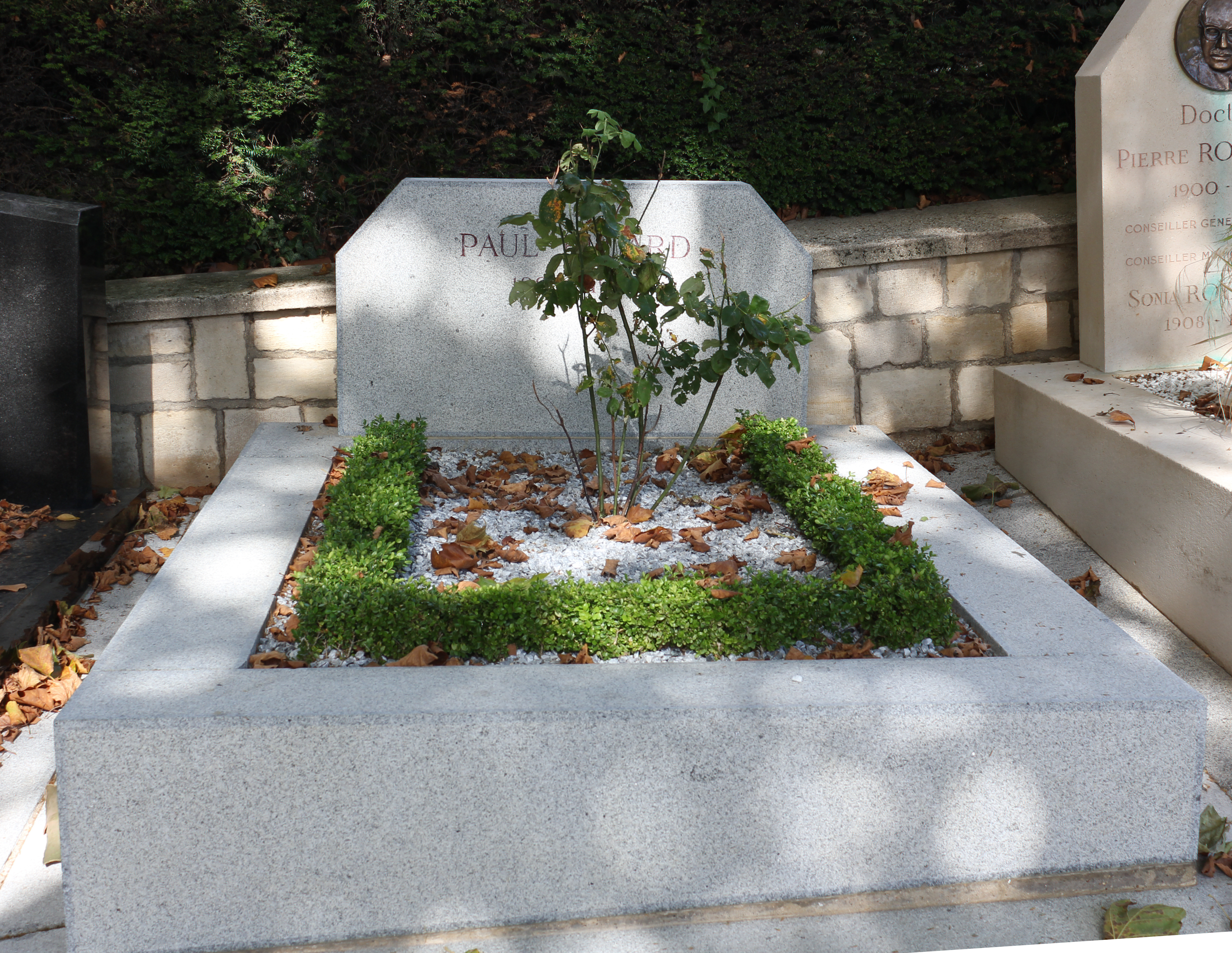
Tombe au Père-Lachaise.

En février 1952, il est à Genève pour une conférence sur le thème La Poésie de circonstance. Le 25 février, il représente « le peuple français » à Moscou pour célébrer le cent cinquantième anniversaire de la naissance de Victor Hugo.
Le 18 novembre 1952 à neuf heures du matin, Paul Éluard succombe à une crise cardiaque à son domicile, 52 avenue de Gravelle à Charenton-le-Pont. Les obsèques ont lieu le 22 novembre au cimetière du Père-Lachaise où il est inhumé. Le gouvernement refuse les funérailles nationales.
L'écrivain Robert Sabatier déclare :

« Ce jour-là, le monde entier était en deuil. »

## Analyse

### Exaltation de l'expérience amoureuse
La poésie d'Éluard est d'abord une exaltation lucide du désir. Capitale de la douleur (1926) montre que le monde de la maladie, de la solitude et de la mort, est toujours menaçant, mais c'est justement aussi ce qui donne son prix au bonheur. Son titre était à l'origine L'art d'être malheureux.
L'amour « égoïste » de L'Amour la poésie peut également s'ouvrir et œuvrer pour le bonheur de tous, comme en témoignent les poèmes des recueils La Vie immédiate (1932) et Les Yeux fertiles (1936), célébrant son amour partagé avec Nusch. La mort de Nusch est l'occasion d'un pari fou sur l'avenir, d'un authentique recommencement. Le Dur Désir de durer est un acte de foi envers le langage conçu comme une lumière capable de faire reculer les ténèbres de la souffrance.
Chez Paul Éluard, les exigences morales épurent le mot sans jamais éluder les bouleversements de l’homme, tant la logique de l’amour les soutient. « Pour lui, l’amour est la grande force révolutionnaire », souligne Jacques Gaucheron dans son livre Paul Éluard ou la fidélité à la vie. Il l’approfondit sans cesse, du désir le plus charnel à l’érotisme et jusqu’à cette ouverture au monde qu’est l’amour. Passer de « je » à « tu », c’est passer à « nous », au « nous » le plus vaste. L’amour, par nécessité intérieure, donne à voir, donne à vivre, donne à vouloir un monde sans mutilation qui s’épanouirait en investissant toutes les dimensions humaines. La seule exigence totalisante étant celle du bonheur. Éluard écrit : « Il ne faut pas de tout pour faire un monde. Il faut du bonheur et rien d’autre ».
L'exaltation de l'expérience amoureuse chez Éluard passe aussi par une sacralisation et un culte de la femme aimée, qu'on retrouve dans une majorité de ses poèmes.

### Libérer le langage pour changer la vie
Le langage de la poésie d'Éluard dépasse l'automatisme pur et ne se contente pas de mettre au jour le minerai de l'inconscient. Il cherche à rendre évidentes des associations de mots, d'images, qui pourtant échappent à tout lien logique. Car si, selon le vers célèbre du recueil L'Amour la Poésie, « La terre est bleue comme une orange », c'est que, pour le poète, tout est possible à qui sait « voir ». C'est en affranchissant la pensée de ses limites qu'il découvre l'absolu poétique. Chez Éluard, la parole affirme : « J'ai la beauté facile et c'est heureux » (Capitale de la douleur).

### Une poésie engagée
C'est également en combattant la mort et les atrocités liées à la guerre que le poète aspire à redonner un sens à la vie. On compte notamment, parmi ses écrits les plus engagés :
- Cours naturel, 1938
- Facile proie, 1938
- Le Livre ouvert, 1941
- Poésie et vérité, 1942
- Poèmes politiques, 1948
- Poème à Staline, Cahiers du communisme, janvier 1950

Jacques Gaucheron, auteur du livre Paul Éluard ou la fidélité à la vie, rencontre le poète après la guerre au Comité national des écrivains. Devenus amis, ils publient ensemble Les Maquis de France. Pour lui : « Paul Éluard est entré dans l’histoire littéraire lorsqu’il parle de poésie ininterrompue, ce n’est pas un vain mot ».
Cette cohérence tient à la profondeur de l’invention d’Éluard, qui n’est pas seulement une manière de dire, mais une manière d’être. L’intuition fondamentale du poète, explique Jacques Gaucheron, est précocement à l’origine de la revendication inconditionnelle du bonheur. Sa méditation poétique s’expérimente dans les remous de sa vie privée. On pense souvent à lui comme poète de la Résistance. Durant les années de l’occupation nazie, il est celui qui ne se résigne pas, qui n’accepte pas. Le sommet est atteint avec Liberté, qui sera diffusé dans le monde entier en 1942. Originellement écrit comme poème d'amour à l'intention de Nusch, dont le nom devait apparaître dans la dernière strophe, Paul Éluard décide finalement de conclure le texte par le mot « Liberté ». Il transforme ainsi le poème d'amour en poème engagé. Paul Éluard est un porteur d’espérance.
Mais il est aussi le poète de la résistance, sans majuscule. Il écrit contre l’ordre du monde. Sa lutte est tout aussi ininterrompue que sa poésie. Lorsqu’il écrit l'Immaculée Conception en 1930 avec André Breton, il se bat contre les traitements que l’on inflige aux aliénés, l’aliénation étant l’une des pires représentations de l’exclusion. Au sens que lui confère Éluard, la poésie est une entreprise de désaliénation. La poésie en devient donc « un art de langage, un art de vie, un instrument moral ».

### «Voir et Donner à voir»
Les liens très profonds qui unissaient Éluard et ses amis artistes, peintres et sculpteurs, se reflètent dans les nombreux poèmes qu’il leur a consacrés, sans compter ceux qu'il leur a dédiés. Il est aussi sans doute le poète chez qui la collaboration avec les peintres, qui va parfois jusqu'à la fusion de l'image et du texte, a été la plus importante, plus de quarante artistes ayant œuvré avec lui. Jean-Charles Gateau dit de lui : « Aucun poète de ce siècle, et je pèse mes mots, n'a eu comme Éluard l'amour de la peinture ». Toute sa vie, il sera un collectionneur passionné achetant, vendant, échangeant. Plus de 400 œuvres sont passées successivement dans sa collection. Dès le milieu des années 1920, il collectionne des objets d’Arts Premiers, collection qu’il poursuivra jusqu’à sa mort.

## Adaptations de ses œuvres en musique
En musique classique, Francis Poulenc a utilisé ses poèmes dans plusieurs de ses œuvres, notamment les Sept Chansons (1936) pour chœur a cappella, la cantate Figure humaine (1943), avec en particulier son poème Liberté, la cantate de chambre Un soir de neige (1945) et de nombreuses mélodies pour voix et piano dont le cycle Tel jour telle nuit (1936-1937).
Le chanteur argentin Jairo a composé et enregistré en 1977 une version du poème Liberté, parue dans un premier album éponyme en France (interprétation en 1988 au Bataclan publiée sur Youtube en hommage aux victimes des attentats de novembre 2015).
Le compositeur québécois Michel-Georges Brégent reprend le poème "Couvre-Feu" sur son disque "Partir Pour Ailleurs" en 1979.
L'œuvre de Kaija Saariaho Grammaire des rêves (1988) pour soprano, alto, et cinq instruments a pour livret un montage de trois poèmes du recueil d'Éluard L'Amour la poésie.

## Hommage
- Un prix de poésie porte son nom, décerné par la Société des poètes français.
- Françoise Sagan a trouvé, dans le second vers du poème À peine défigurée, du recueil La Vie immédiate (1932), le titre de son premier roman, Bonjour tristesse. Le titre de son roman Un peu de soleil dans l'eau froide est, quant à lui, tiré du poème d'Éluard, Vivre ici, publié en 1926.
- Frédéric H. Fajardie a donné le nom d'Eugène Grindel au héros de son roman, Clause de style, publié en 1984 (adapté au cinéma sous le titre Ne réveillez pas un flic qui dort avec Alain Delon et Michel Serrault).
- En septembre 1969, le président français Georges Pompidou cite plusieurs vers de la première strophe du poème Comprenne qui voudra de Paul Éluard dans une interview concernant un professeur de français de 32 ans, Gabrielle Russier, qui s'est donné la mort après avoir eu une relation avec un de ses élèves de 17 ans : « Comprenne qui voudra / Moi mon remords ce fut / [ ] / La victime raisonnable / [ ] / Au regard d'enfant perdue / [ ] / Celle qui ressemble aux morts / Qui sont morts pour être aimés »[26].
- L’astéroïde (15752) Éluard est nommé en son honneur.

## Œuvres

### Poésies
- 1913 : Premiers Poèmes
- 1916 : Le Devoir
- 1917 : Le Devoir et l'Inquiétude , avec une gravure sur bois par André Deslignères
- 1918 : Pour vivre ici
- 1918 : Poèmes pour la paix
- 1920 : Les Animaux et leurs hommes, les hommes et leurs animaux
- 1923 : L'Amoureuse
- 1924 : La Courbe de tes yeux
- 1924 : Mourir de ne pas mourir
- 1925 : Au défaut du silence
- 1926 : La Dame de carreau
- 1926 : Capitale de la douleur
- 1926 : Les Dessous d'une vie ou la Pyramide humaine
- 1929 : L'Amour la poésie
- 1930 : Ralentir travaux, en collaboration avec André Breton et René Char
- 1930 : À toute épreuve
- 1930 : L'Immaculée Conception
- 1932 : Défense de savoir
- 1932 : La Vie immédiate
- 1935 : La Rose publique
- 1935 : Facile, avec des photographies de Nusch par Man Ray
- 1936 : Les Yeux fertiles, avec la participation de Picasso
- 1937 : Quelques-uns des mots qui jusqu'ici m'étaient mystérieusement interdits, GLM
- 1938 : Les Mains libres, en collaboration avec Man Ray.
- 1938 : Cours naturel
- 1938 : La Victoire de Guernica
- 1939 : Donner à voir
- 1939 : Médieuses
- 1939 : Je ne suis pas seul
- 1941 : Le Livre ouvert
- 1942 : Poésie et Vérité 1942
- 1942 : Liberté
- 1943 : Avis
- 1943 : Courage
- 1943 : Les Sept poèmes d'amour en guerre
- 1944 : Au rendez-vous allemand
- 1944 : Le Lit la table
- 1945 : Une longue réflexion amoureuse
- 1946 : Poésie ininterrompue
- 1946 : Le Dur désir de durer
- 1947 : Le Cinquième Poème visible
- 1947 : Notre Vie
- 1947 : À l'intérieur de la vue
- 1947 : Le temps déborde
- 1947 : Corps mémorable
- 1948 : Poèmes politiques
- 1949 : Grèce ma rose de raison
- 1950 : Une leçon de morale
- 1951 : Le Phénix

### Œuvres complètes
Les Œuvres complètes en deux tomes sont établies par Marcelle Dumas et Lucien Scheler et publiées en 1968 par Gallimard dans la collection Bibliothèque de la Pléiade. À cette occasion un Album Éluard est réalisé.

### Divers
- Elle se fit élever un palais, 1947 : in-folio (330x510) publié avec Serge Rezvani, en feuillets sous couverture repliée. Livre tiré à 16 exemplaires en avril 1947, pour le compte de Maeght éditeur.
Le texte de Paul Éluard est constitué du poème Elle se fit élever un palais (extrait de la Rose publique), et Serge Rezvani l'a orné de gravures[27], et a agrémenté chaque exemplaire de vignettes originales[28]. Rezvani avait alors 18 ans, et n'avait pas le sou. Il raconte : « Ne pouvant plus peindre faute de toiles et de couleurs, la nuit j'allais voler des poubelles, à l'époque de simples caisses de bois. Me servant des planches brutes, je gravais des profils de femme. Ensuite, en les encrant, je tirais sur une feuille de papier ces silhouettes de chair en réserve, dont la blancheur nue naissait des nœuds, veines, striures du bois vivant par le tremblé d'une richesse de dentelle de Chine. Paul Éluard vit par hasard les premiers tirages de ces gravures chez Monny de Boully. Il voulut me rencontrer. Ces profils de femmes verticales coïncidaient avec un rêve qu'il avait célébré par un poème. Pendant six mois je tirai chez Mourlot les planches de ce livre (…) j'allais souvent chez Éluard pour lui montrer les planches au fur et à mesure que je les tirais. Avant même que je ne sorte les gravures, il me faisait asseoir à table et m'apportait du pain et du fromage. Je mourais de faim, il le savait. »
- Ode à Staline[29], 1950
- Picasso, dessins, 1952
- Anthologie des écrits sur l'art, Cercle d'Art, collection Diagonales, Paris, 1987[30],  (ISBN 978-2702202142)
- La blanche illumination de croire, enrichi d'une estampe originale de Gérard Gosselin, éditions de la Galerie L'Art pour la paix (imprimerie Del Arco), Saint-Ouen, 1995.
- Le Poète et son ombre, Seghers, 2008 : textes provenant de plaquettes à tirage limité, de catalogues rares et de revues.
- La Mémoire des nuits, Le temps des cerises, 2023, anthologie en deux tomes des œuvres poétiques et des écrits sur l'art par Olivier Barbarant et Victor Laby[31].

### Correspondance
- Paul Éluard et Jean Paulhan, Correspondance 1919-1944, édition établie et annotée par Odile Felgine et Claude-Pierre Pérez, Éditions Claire Paulhan, MMIII [2003], 208 p.  (ISBN 2-912222-20-6)[32].
- Lettres de jeunesse, Paris, Seghers, 1962.
- Choix de lettres à sa fille (1932-1949), revue Europe, N° spécial Paul Éluard, novembre-décembre 1962, p. 21-33.
- Lettres à Joë Bousquet, Paris, Éditeurs français réunis, 1973.
- Lettres à Gala 1924-1948, Paris, Gallimard, 1984, 522 p.  (ISBN 2-07-070230-8).
- En approchant Éluard, dossier établi par Régis Gayraud, Carnets de l'Iliazd-Club n°1, Paris, Iliazd-Club, 1991, p. 35-76  (ISSN 1142-2556). (ISBN 2-9504098-0-6) [Contient en p. 69-75 la correspondance entre Éluard et Ilia Zdanevitch (Iliazd)].
- André Breton et Paul Éluard, Correspondance 1919-1938, présentée et éditée par Étienne-Alain Hubert, Paris, Gallimard, 2019, 458 p.

#### Bases de données et dictionnaires
- Site officiel
- Ressources relatives aux beaux-arts :   - AGORHA
  - Art UK
  - Artists of the World Online
  - Bridgeman Art Library
  - British Museum
  - Delarge
  - Grove Art Online
  - Index of Historic Collectors and Dealers of Cubism
  - Musée national du Victoria
  - Museum of Modern Art
  - National Gallery of Art
  - National Portrait Gallery
  - RKDartists
  - Tate
  - Union List of Artist Names
- Ressources relatives à la musique :   - International Music Score Library Project
  - Carnegie Hall
  - Discogs
  - MusicBrainz
  - Muziekweb
  - Répertoire international des sources musicales
- Ressources relatives à la littérature :   - Academy of American Poets
  - NooSFere
  - Poetry Foundation
- Ressources relatives au spectacle :   - Les Archives du spectacle
  - Kunstenpunt
- Ressource relative à plusieurs domaines :   - Radio France
- Ressource relative à la vie publique :   - Maitron
- Notices dans des dictionnaires ou encyclopédies généralistes :   - Britannica
  - Brockhaus
  - Den Store Danske Encyklopædi
  - Deutsche Biographie
  - Gran Enciclopèdia Catalana
  - Hrvatska Enciklopedija
  - Internetowa encyklopedia PWN
  - Nationalencyklopedin
  - Munzinger
  - Proleksis enciklopedija
  - Store norske leksikon
  - Treccani
  - Universalis
- Notices d'autorité :   - VIAF
  - ISNI
  - BnF (données)
  - IdRef
  - LCCN
  - GND
  - Italie
  - Japon
  - CiNii
  - Espagne
  - Belgique
  - Pays-Bas
  - Pologne
  - Israël
  - NUKAT
  - Catalogne
  - Suède
  - Vatican
  - WorldCat